# Lisanne Lejeune
Lisanne Lejeune, född den 28 juli 1963 i Haag, Nederländerna, är en nederländsk landhockeyspelare.
Hon tog OS-brons i damernas landhockeyturnering i samband med de olympiska landhockeytävlingarna 1988 i Seoul.